# Cléo Agbeni Martins
Cléo Agbeni Martins, nascida Cleofe de Oliveira Martins (São Paulo, 11 de junho de 1956) é uma escritora, romancista brasileira, roteirista, compositora e advogada aposentada formada e pós graduada pela Faculdade de Direito do Largo de São Francisco (USP). Pertence à Turma de 1979.
Agbeni Xangô do Ilê Axé Opô Afonjá, Iá agã no Culto aos egunguns e ialorixá do Ilê Axé Asiwaju situado em Santana de Parnaíba (SP), fundado em 1983, pelas ialorixás Mãe Xagui e por Mãe Stella de Oxóssi.

## História
Filha de Oiá e Ogum teve uma primeira iniciação na religião dos Orixás (Candomblé) nos anos 1970 pela falecida ebomi Eunice de Xangô da Casa Branca do Engenho Velho: Obá Sanhá. Continuou sua caminhada  religiosa inicialmente com Mãe Xagui, filha de Mãe Bada de Oxalá, a sucessora imediata de Mãe Aninha e, posteriormente, com Mãe Stella de Oxóssi, a quinta ialorixá.
Por mais de vinte anos viveu o dia-a-dia do referido terreiro, o Axé Opô Afonjá, participando de perto de iniciações e todo tipo de eventos religiosos e culturais, a exemplo do Alaiandê Xirê, o festival de sacerdotes-músicos das diferentes nações do candomblé, criado e organizado por Cléo Agbeni Martins em parceria com o sacerdote e pesquisador Roberval Marinho.
É a primeira Agbeni Xangô do Ilê Axé Opô Afonjá (e do Brasil) confirmada em 02/05/1990 por Mãe Stella de Oxóssi. Agbeni significa "aquela que divide a mesma causa". O cargo foi introduzido no Brasil por Mãe Stella de Oxóssi. Hoje em dia é adotado em muitas comunidades religiosas.
Foi a pioneira a escrever na coluna "Religião", assinando como Agbeni Xangô , a partir de junho de 2003, no jornal A Tarde, tarefa que levou a cabo até 2010.
Em 2019, foi contemplada com a Medalha Zumbi dos Palmares por sua contribuição significativa no combate ao racismo religioso e para o reconhecimento do candomblé enquanto religião. A promulgação se deu pelo Projeto de Resolução nº 81/2019 pela vereadora Aladilce Lula Souza na cidade de Salvador - Bahia. A entrega da medalha foi realizada no dia 17/10/2023, entregue pelo Vereador Prof. Dr. Edvaldo Brito, pelo Dom Arquiabade Emanuel d'Able do Amaral OSB e pela Iyalorixá Raimunda dos Anjos do Ilê Axé Obá Ketu.

## Obras
- AZEVEDO, Stella; MARTINS, Cléo. E daí aconteceu o encanto. Salvador: Edição das autoras, 1988.
- MARTINS, Cléo. Lody, Raul. Faraimará: O Caçador traz alegria: Mãe Stella, 60 anos de iniciação. Rio de Janeiro: Pallas, 1999.
- MARTINS, Cléo. Euá a Senhora das Possibilidades. Rio de Janeiro: Pallas, 2001.
- MARTINS, Cléo; MARINHO, Roberval. Iroco o Orixá da Árvore e à Árvore Orixá. Rio de Janeiro: Pallas, 2002.
- MARTINS, Cléo. Obá a amazona belicosa. Rio de Janeiro: Pallas, 2002.
- MARTINS, Cléo. Lineamentos da Religião dos Orixás - Memórias de Ternura (artigos compilados com participação especial de Mãe Stella). Rio de Janeiro: Pallas, 2004;
- MARTINS, Cléo. Ao Sabor de Oiá. Rio de Janeiro: Pallas, 2006.
- MARTINS, Cléo. Nanã - a senhora dos primórdios. Rio de Janeiro: Pallas, 2008.
- MARTINS, Cléo. A Cruz, a espada e o agogô. Rio de Janeiro: Metanoia, 2016.
- MARTINS, Cléo; MACHADO, Ed. Sangue Verde - O Encanto das Folhas. Rio de Janeiro: Metanoia, 2016.
- MARTINS, Cléo. As Ayabás do Rei. Rio de Janeiro: Metanoia, 2017.
- MARTINS, Cléo. Garibaldi, o Gaúcho Vendedor: Causos, Anjos e Peleias. Rio de Janeiro: Metanoia, 2018.
- MARTINS, Cléo Agbeni. O tempo de Xangô é agora e para sempre. Rio de Janeiro: Metanoia, 2019.
- MARTINS, Cléo Agbeni. Ao Sabor de Oyá. Rio de Janeiro: Metanoia, 2020.
- MARTINS,Cléo Agbeni. Asiwaju. Crônica do terreiro baiano em Santana de Parnaiba. Rio de Janeiro: Metanoia, 2021.
- MARTINS,Cléo Agbeni. A travessia. Rio de Janeiro: Metanoia, 2023.
- MARTINS,Cléo Agbeni. A menina protetora das formigas: biografia romanceada e memórias de madre Paula Ramos OSB. Rio de Janeiro: Metanoia, 2025.

## Roteiros cinematográficos
É autora dos roteiros:
- Orixás da Bahia. Lázaro Faria. Brasil: 2000. DVD (41minutos), 35mm, color. (Produção para o Jornal "O Correio da Bahia")
- A cidade das mulheres. Lázaro Faria. Brasil: 2005. DVD (72 minutos), 35mm, color. Roteirista e compositora das canções ( melodia e versos) cantada por Elsa Soares.
- O guerreiro matreiro (curta metragem). Lázaro Faria. Brasil: 2001. X Filmes da Bahia.
- Correnteza da tradição (curta metragem). Lázaro Faria. Brasil: 2001. X Filmes da Bahia
- A história da tradição é a tradição da história. Lázaro Faria. Brasil: 2002. X Filmes da Bahia.[carece de fontes?]